# Броккостелла
Броккостелла (італ. Broccostella) — муніципалітет в Італії, у регіоні Лаціо,  провінція Фрозіноне.
Броккостелла розташована на відстані близько 100 км на схід від Рима, 25 км на схід від Фрозіноне.
Населення — 2775 осіб (2014).
Щорічний фестиваль відбувається 8 травня. Покровитель — святий Михайло.

## Демографія
Населення за роками:

Станом на 1 січня 2023 року в муніципалітеті офіційно проживало 27 іноземців з 10 країн, серед них 8 громадян країн Євросоюзу та 3 громадяни України.

## Сусідні муніципалітети
- Арпіно
- Камполі-Аппенніно
- Фонтек'ярі
- Поста-Фібрено
- Сора